# Чужой: Завет
«Чужо́й: Заве́т» (англ. Alien: Covenant) — американский научно-фантастический фильм ужасов 2017 года, снятый режиссёром Ридли Скоттом. Это продолжение фильма «Прометей» 2012 года, вторая часть серии приквелов о Чужих, шестой фильм во Вселенной «Чужой», три из которых сняты Скоттом. Главные роли в фильме исполнили Майкл Фассбендер, Кэтрин Уотерстон и Билли Крудап. Премьера состоялась 4 мая 2017 года в Лондоне, в СНГ фильм вышел в прокат 18 мая, в США — 19 мая. Команда корабля «Завет» отправляется колонизировать новую планету, но в пути ловит сигнал, который заставляет их совершить приземление на неизведанной планете, где они делают ужасающее открытие.

## Сюжет
Связующее звено
Элизабет Шоу, единственный выживший человек в экспедиции корабля «Прометей» на LV-223, сумев запустить с планеты корабль Создателей, вычисляет их родную планету благодаря найденным звёздным картам и попутно восстанавливает андроида Дэвида. Они задают курс, после чего Дэвид погружает Шоу в анабиоз в одной из криогенных капсул, а сам изучает Создателей. В следующей сцене корабль прилетает на планету и зависает над площадью города. Стоя в главном ангаре корабля, Дэвид открывает шлюз, из которого выпадают цилиндры с опасным патогеном, который экспедиция Прометей нашла на планете LV-223.
Хотя «Связующее звено» (англ. The Crossing) была выпущена как отдельное короткометражное промо-видео в рамках рекламной кампании фильма, но в отличие от других короткометражек из этой серии она изначально была снята как непосредственная часть самого фильма и представляла собой расширенную сцену воспоминаний Дэвида о его прибытии на планету — редакция с этой сценой демонстрировалась на тестовых просмотрах в октябре 2016 года. В самом фильме от этого видеоряда остались только финальные кадры, где Дэвид открывает шлюз и сбрасывает цилиндры. Изначально продюсеры хотели оставить от этой части воспоминаний Дэвида только его рассказ, но Ридли Скотт настоял на том, чтобы в фильме сохранили хотя бы финал этого видеоряда.

### Фильм
Питер Вейланд, глава «Корпорации Вейланд», разговаривает со своим недавно активированным андроидом, который выбирает себе имя «Дэвид», и рассуждает о том, что люди создали андроидов для служения, но однажды они вместе будут искать создателя человечества.
В 2104 году, через 11 лет после экспедиции «Прометея», корабль-колонизатор «Завет» с двумя тысячами колонистов направляется на планету Оригаи-6, но попадает под воздействие нейтринной вспышки. Андроид Уолтер (внешне выглядящий как Дэвид, но из более поздней серии) выводит экипаж (состоящий из 14 человек) из криосна. При этом капитан корабля Джейк Брэнсон сгорает заживо, когда его стазисная капсула выходит из строя. Дэниелс, его жена, тяжело переживает гибель супруга и в разговоре с Уолтером даёт обещание исполнить мечту Джейка: построить дом на берегу озера. Во время ремонта экипаж корабля получает сигнал с неизвестной планеты, которая, по данным компьютера, гораздо более пригодна для жизни, нежели их изначальный пункт назначения. Орам, принявший пост капитана, решает спуститься на планету, несмотря на возражения Дэниелс.
Пилот Теннесси выводит корабль на орбиту неизвестной планеты, а его жена Мэгги отправляется вместе с командой на спускаемом аппарате. Прибыв на место, часть экипажа высаживается без скафандров на планету и видят посевы пшеницы, но при этом не обнаруживает никаких животных. Команда разделяется: Карин, супруга Орама, и ещё один член экипажа, Ледвард, собирают образцы для исследований, а другая часть отправляется в направлении источника сигнала, в сторону серых гор. Они обнаруживают разбившийся корабль Создателей, внутри находят жетон с именем Элизабет Шоу. Ледвард и Холлетт заражаются спорами грибовидных организмов. Ледварду становится всё хуже и Карин отводит его в медицинский отсек. Разрывая спину Ледварда, на свет появляется бледное инопланетное существо (неоморф), которое убивает Карин. Пилот Фэрис стреляет в монстра из дробовика, но попадает в один из энергоблоков, и посадочный челнок взрывается. У Холлетта тоже проявляются симптомы болезни, и вторая часть экипажа спешит назад к челноку, но не успевает: из рта Холлетта вырывается ещё одно существо, которое стремительно убегает.
С наступлением темноты группу атакуют неизвестные существа. Они убивают Анкора, но команде удаётся подстрелить одного. Внезапно появившийся андроид Дэвид отгоняет чудовищ и ведёт команду в город, полный мёртвых гуманоидов. Дэвид рассказывает про экспедицию «Прометея» и о том, как он прилетел сюда с Шоу, которая погибла при посадке. Дэвид учит Уолтера игре на флейте, но более современные модели андроидов не способны творить, — что кажется Дэвиду ужасным. Пока исследователи пытаются связаться с кораблём, одна из членов команды, Розенталь, отходит от группы и становится жертвой неоморфа. Дэвиду удаётся установить контакт с существом, но Орам расстреливает чудовище. Дэвид ведёт капитана в лабораторию, где находятся образцы фауны и животных. Дэвид сознаётся, что пытался создать совершенное существо на основе патогена инопланетян. Дэвид заманивает Орама в подвал, в котором находятся серые бочкообразные яйца. Его опыты увенчались успехом, но ему долго не хватало одного последнего ингредиента, а именно носителя паразита. В этот миг из яйца выпрыгивает лицехват и парализует Орама. Вскоре из его груди вырывается монстр нового вида, а Дэвид заворожённо наблюдает за «рождением» собственного создания.
Члены команды ищут Орама и Розенталь, а Дэниелс Уолтер открывает ужасную правду: Дэвид прилетел на планету Создателей и уничтожил её жителей, распылив над их городом опасный патоген, который он взял с базы на планете LV-223. Дэвид считает, что роботы созданы не для служения людям, поскольку те являются вымирающим видом. Дэвид отключает Уолтера и нападает на Дэниелс, которая обнаружила рассечённый труп Шоу, использованный Дэвидом для создания своих кошмарных существ. Уолтер приходит в себя и вступает в бой в Дэвидом. Дэниелс убегает.
Теннесси пытается связаться с группой, но шторм мешает связи, и тогда он приближается к поверхности, несмотря на протесты членов экипажа. Теннесси отправляется на помощь на грузовой платформе. Лоуп вместе с одним членом экипажа спускаются в подвал в поисках капитана, и Лоупа атакует лицехват, но вместе им удаётся оторвать тварь от Лоупа, но его лицо оказывается сильно обожжено кислотой. На них нападает взрослый ксеноморф, родившийся из тела Орама. Он убивает напарника Лоупа, но самому Лоупу удаётся спастись. Дэниелс и Лоуп, преследуемые ксеноморфом, выбегают наружу. Приземляется пилотируемая Теннесси платформа. Дэниелс, Лоуп и успевший в последний момент добежать Уолтер оказываются на борту. Ксеноморф следует за людьми, но совместными усилиями им удаётся убить его, раздавив механической клешнёй для поднятия грузов.
Корабль продолжает путь к Оригаи-6, когда из груди Лоупа вырывается ещё один ксеноморф и убивает двух членов экипажа. Дэниелс, Теннесси и Уолтеру удаётся загнать ксеноморфа в один из отсеков и выбросить его в космос. Перед погружением в криосон Дэниелс спрашивает Уолтера, поможет ли он построить ей домик на озере, но Уолтер не понимает вопроса. Дэниелс с ужасом осознаёт, что под личиной Уолтера на борт проник Дэвид и засыпает в капсуле. Дэвид входит в отсек со спящими колонистами и помещает в хранилище тайно пронесённые на борт корабля два эмбриона лицехватов. Дэвид делает запись в бортовом журнале, что все члены экипажа, кроме Дэниелс, Теннесси, и колонистов, погибли при вспышке нейтрино.

## В ролях
| Актёр                                                                 | Роль                             |
| --------------------------------------------------------------------- | -------------------------------- |
| Майкл Фассбендер                                                      | андроиды Дэвид / Уолтер          |
| Кэтрин Уотерстон                                                      | Дэниелс Брэнсон                  |
| Билли Крудап                                                          | Кристофер Орам                   |
| Дэнни Макбрайд                                                        | пилот «Завета» Теннесси Фэрис    |
| Демиан Бичир                                                          | сержант Дэн Лоуп                 |
| Кармен Эджого                                                         | Карин Орам                       |
| Джусси Смоллетт                                                       | Рикс                             |
| Кэлли Эрнандес                                                        | Апворт                           |
| Эми Сайметц                                                           | Мэгги Фэрис жена Теннесси        |
| Натаниэль Дин                                                         | сержант Том Холлетт              |
| Александр Ингланд                                                     | Анкор                            |
| Бенжамин Ригби                                                        | Бен Ледвард                      |
| Джеймс Франко                                                         | капитан «Завета» Джейкоб Брэнсон |
| Тесс Хобрич                                                           | Сара Розенталь                   |
| Ули Латукефу                                                          | Коул                             |
| Хавьер Ботет                                                          | ксеноморф                        |
| Горан Д. Клют / Эндрю Кроуфорд                                        | неоморф                          |
| Нуми Рапас                                                            | доктор Элизабет Шоу              |
| Гай Пирс                                                              | Питер Вэйланд                    |
| Логан Маршалл-Грин                                                    | Чарли Холлоуэй (на фото)         |
| Лорелей Кинг                                                          | «Мать» (озвучка)                 |
| Стив Дойл Джук Харди Скотт Джеймс Билли Мэнселл Бенджамин В. Салливан | Инженеры                         |

## Темы
Центральная тема фильма «Чужой: Завет» касается Ветхого Завета, священного иудео-христианского текста, в котором описано: грехопадение, изгнание из рая Адама и Евы, всемирный потоп и Ноев ковчег и другое. Название планеты LV-223 — сокращение от Левит. Вейланд дискутирует с роботом о стремлении человека к божественности, который мечется между величием и ничтожностью ради ответа на «Вечный вопрос». Скотт расширяет оригинальную Вселенную Чужих, используя английскую мифологию, основанную на таких источниках вдохновения, как поэма «Потерянный рай» Джона Мильтона и символические рисунки Уильяма Блейка".
Искусственный интеллект появляется в таких фильмах Ридли Скотта, как «Бегущий по лезвию», «Чужой» и «Прометей». Алан Дин Фостер в новеллизации «Завет» подробно описывает мысли Дэвида, который создан на основе эмпатической логики, а для стабильной работы ему необходима процедура стирания памяти. Дэвид запрограммирован, чтобы служить, но теперь он освободился из тюрьмы, в которой пребывал на корабле «Прометей». Программы Дэвида стали неясными, но он искренне заинтересован в том, чтобы следовать за Шоу, из соображений выживания и любопытства. Андроид узнал тайны и грехи Создателей, из-за которых счёл людей вымирающим видом, которому он не хочет давать шанс на выживание.
Фильм меняет представления о жизни и сотворении мира, и исследует вопросы «Кто создал человека и почему оставил?». Шоу прибыла на планету Рай, чтобы встретить Создателей. Дэвид решил найти причины собственного бытия. Он играет на флейте и дословно цитирует сцену из фильма «Гамлет» 1964 года. Флейта — первый музыкальный инструмент в истории цивилизации. Дэвид олицетворяет зло, он называет колонистов «невинными душами» и читает сонет «Озимандий» Перси Шелли. Сгорающие в адском огне грешники — это метафора. Созданные Дэвидом существа не могли размножаться, — для этого он вырастил лицехвата, который принимал смерть на себя, обойдя эволюционный механизм. Именно смерть заставляет эволюцию двигаться вперёд.

## Производство

### Разработка
Впервые Ридли Скотт заявил о продолжении в 2012 году, до выхода фильма «Прометей». Он сказал, что сиквел последует за Шоу к её следующему пункту назначения, «потому что, если это рай, то рай не может быть тем, чем вы думаете. Рай имеет оттенок чрезвычайно греховного и зловещего». Соавтор сценария «Прометей» Дэймон Линделоф не работал на «Завет». В июне 2012 года Скотт сказал, что потребуется дополнительный фильм, чтобы преодолеть более чем столетний разрыв между продолжением «Прометей» и «Чужой». В фильме не будет ксеноморфов, — «Зверь уже сделан и приготовлен». Однако позже он подтвердил присутствие ксеноморфа в фильме. 24 сентября 2015 года Скотт назвал фильм «Чужой: потерянный рай». В ноябре 2015 года было объявлено о новом названии «Чужой: Завет» и о том, что съёмки начнутся в феврале 2016 года в Австралии. Скотт указал на мрачный поворот, который Дэвид примет в «Завете», сказав: «Он их ненавидит. Он не уважает Инженеров и людей».

### Сценарий
Первым сценаристом фильма стал Джек Паглен («Превосходство»), представивший свой сценарий в июне 2013 года.. В марте 2014 года продюсеры наняли Майкла Грина («Логан») для полировки сценария Паглена. Позже Данте Харпер («Грань будущего») написал новый сценарий, но потом его сильно изменил сценарист Джон Логан («Гладиатор»). Основная идея сценария Логана заключалась в том, чтобы показать двойную сюжетную линию для фильма, которая сочетала бы элементы ужасов «Чужой» с философскими элементами «Прометей». Он сказал: «в „Чужой: Завет“ я очень хотел написать что-то, что имело бы ощущение оригинального фильма „Чужой“, потому что просмотр этого фильма был одним из величайших событий моей юности. Это был чертовски страшный фильм. Я хотел написать фильм ужасов, поскольку элементы Гранд-Гиньоль в „Чужой“ очень глубоки. Мы пытались воссоздать одновременно действительно пугающий фильм и отдать дань уважения более глубоким темам „Прометей“». С точки зрения тона, темпа и выбора актёрской игры, мы решили создать симфонию к по-настоящему пугающему фильму.

### Подбор актёров
В августе 2015 года было объявлено, что в фильме снимаются Рапас и Фассбендер. Рик Барнетт вёл переговоры об участии. В декабре 2015 года Кэтрин Уотерстон выбрали на главную роль Дэниелс; это был второй фильм Уотерстон вместе с Фассбендером, после «Стив Джобс». Также рассматривались Саммер Глау, Кэролин Мерфи и Элис Ив. В 2016 году Ридли Скотт заявил, что Нуми Рапас не будет повторять свою роль Элизабет Шоу. Однако, в июне было объявлено, что Рапас снималась в течение недели (хотя в финальном фильме её новые кадры не появились). Карлос Уантес, дизайнер существ, сказал в интервью 2019 года, что это было решение студии — удалить её из фильма.
В феврале 2016 года к актёрскому составу присоединились Дэнни Макбрайд, Демиан Бичир, Джусси Смоллетт, Эми Сайметц, Кармен Эджого, Кэлли Эрнандес, Билли Крудап, Александр Ингланд, Бенджамин Ригби и Джеймс Франко.

### Съёмки
В августе 2015 года Скотт подтвердил, что начал поиск мест для съёмок фильма. В октябре 2015 года правительство Австралии привлекло производство фильма вместе с «Тор: Рагнарёк» в Австралию, предоставив им грант 47,25 млн австралийских долларов. 20 век Фокс посетили Те-Анау, Новая Зеландия, 28 марта 2016 года, чтобы найти места для съёмок в Фьордленде.
Основные съёмки начались 4 апреля 2016 года в Милфорд-Саунд в национальном парке Фьордленд, Новая Зеландия и завершились 19 июля 2016 года. Некоторые кадры были также сняты на студии Leavesden в Англии, включая предварительные съёмки. Студии эффектов Odd Studios и CreatureNFX предоставили грим для фильма и эффекты аниматронных существ, в то время как австралийская студия эффектов Animal Logic предоставила цифровые визуальные эффекты для фильма. Около 30 человек из CreatureNFX работали над проектом почти шесть месяцев, создавая аниматронику. Актёры, одетые в костюмы существ с аниматронными головами, использовались для изображения Чужих на съёмочной площадке.
Оператором был утверждён Дариуш Вольский («Пираты Карибского моря»), давний сотрудник Скотта. Специалисты создали множество 3д панорам локаций, сцен с живой камерой, документальные записи. Как и раньше, акцент сделан на быстром течении времени. Динамика ночных сцен отчётливо передаётся благодаря освещению. Эпизоды в помещениях поставлены технически: авария на корабле, настоящие лужи крови, паника запертого в стальной ловушке экипажа, разгерметизация.

### Монтаж
Ридли Скотт заявил, что первый монтаж фильма длился 2 часа 23 минуты, который в конечном итоге был сокращён до 2 часов и 3 минут финальной версии. Пьетро Скалиа, редактор фильма, говорил о структурной сложности интеграции двух сюжетных линий в окончательном редактировании фильма в интервью ProVideo Coalition, заявив: «Мы переместили некоторые части, решая, когда мы уходим, какое действие происходит в кадре и когда нужно вернуться на космический корабль. Между Фаррисом и Теннесси, пытающимися установить связь, было несколько более длительных сцен. Слишком частые переходы назад и вперёд, как правило, приводили к тому, что путешествие от корабля к городу выглядело утомительным. Мы объединили определённые сцены между Фаррисом и Теннесси, исключили прогулки и разговоры по лесу, что позволило наземной команде быстрее добраться в город. Позже, после атаки на летательный аппарат, мы воздержались от сцен экшена. Средняя часть фильма была более сложной после раскрытия Дэвида. Как только история „Завет“ сливается с сюжетной линией „Прометей“, появились трудности с поиском правильной структуры и подбора сцен из-за отличительной динамики двух сюжетных линий в дополнение к разделению двух мест действия. Напряжение и драма должны были переходить от одной группы к другой, чтобы сбалансировать сцены должным образом, но не потерять повествовательную нить сюжета».

## Музыка
Музыкальное сопровождению к фильму написано австралийским композитором Джедом Курзелем. Произведение «The Covenant» очень напоминает музыку оригинального фильма 1979 года.
Первоначально композитором фильма был выбран Гарри Грегсон-Уильямс. Когда в конце 2016 года был выпущен первый трейлер, Курзель заменил Грегсона-Уильямса. Были включены темы из оригинальной партитуры Джерри Голдсмита для «Чужой», а также темы из партитуры Марка Стрейтенфельда и Гарри Грегсона-Уильямса для «Прометей».
Версия «Nature Boy» в исполнении норвежской певицы и автора песен Авроры была использована в первом трейлере, а другая песня, «Under the Water», была использована в короткометражном рекламном фильме, в котором персонаж Дэниэлс (Кэтрин Уотерстон) сражается с ксеноморфом.
Трек Мелани Де Биасио «I Feel You — Eels Remix» был использован в качестве саундтрека к короткометражному фильму «Знакомство с Уолтером» в главной роли с Майклом Фассбендером, который был создан для продвижения фильма.
Среди дополнительных авторов песен — темы из «Чужого», написанные Джерри Голдсмитом, «Das Rheingold, Scene 4: Entrance of the Gods into Valhalla», написанная Рихардом Вагнером, «Take Me Home, Country Roads» Джона Денвера, «Человек, который разбил банк в Монте-Карло» Фреда Гилберта, «Древняя флейта», «Жизнь» и «Мы были правы» Гарри Грегсона-Уильямса и «Let Me Down Easy» Паоло Нутини.
| Номер | Название              | Длительность |
| ----- | --------------------- | ------------ |
| 1.    | Incubation            | 1:07         |
| 2.    | The Covenant          | 3:25         |
| 3.    | Neutrino Burst        | 2:57         |
| 4.    | A Cabin on the Lake   | 1:55         |
| 5.    | Sails                 | 3:18         |
| 6.    | Planet 4 / Main Theme | 2:06         |
| 7.    | Launcher Landing      | 1:19         |
| 8.    | Wheat Field           | 1:39         |
| 9.    | Spores                | 2:17         |
| 10.   | The Med Bay           | 7:25         |
| 11.   | Grass Attack          | 3:16         |
| 12.   | Dead Civilization     | 2:51         |
| 13.   | Survivors             | 1:35         |
| 14.   | Payload Deployment    | 1:46         |
| 15.   | Command Override      | 1:47         |
| 16.   | Face Hugger           | 3:56         |
| 17.   | Chest Burster         | 1:24         |
| 18.   | Lonely Perfection     | 3:21         |
| 19.   | Cargo Lift            | 4:44         |
| 20.   | Bring It to My Turf   | 2:05         |
| 21.   | Terraforming Bay      | 3:02         |
| 22.   | Alien: Covenant Theme | 1:42         |

## Дизайн
Коннор Швердфегер в мае 2017 написал для Cinemablend статью под названием «Адам Сэвидж из „Разрушители легенд“ на съёмочной площадке „Чужой: Завет“, и это прекрасно», в которой Сэвидж описывает реквизит и декорации. Патрик Шенли 18 мая 2017 года написал для The Hollywood Reporter статью под названием «„Чужой: Завет“: как ксеноморф продолжает пугать публику десятилетия спустя», в которой арт-директор фильма Дэмиена Дрю и руководитель по дизайну существ Конор О’Салливан говорят об участии представителя зоопарка Сан-Диего, Рика Шварца, в качестве консультанта по разработке реалистичных движений ксеноморфов. Художник Крис Сигерс («Люди Х») создал Неоморфа по образу Акулы-гоблина. Ридли Скотт задумал белого ксеноморфа ещё при создании «Чужой» 1979 года.
Специалист по визуальным эффектам Чарльз Хенли сообщила состав поставщиков: «команда Animal Logic, работавшая над „Прометей“, и команда Framestore, работавшая над фильмом „Марсианин“ Ридли Скотта. В Австралии были стимулы для использования австралийских компаний и так появились Luma и Rising Sun».
Декоратор Виктор Дзолфо («Бенджамин Баттон») создал колонизаторский корабль с золотым парусом, интерьеры, эргономику техники, похожие на мясокомбинат криокапсулы. Как в оригинальном «Чужой» появляется египетский логотип компании, пьющая утка, хула-гёрл, индустриальный стиль интерьеров. «Завет» умеет анализировать планеты прямо с мостика капитана — как «Ностромо». Бортовой компьютер «Мама» беззащитна перед роботом, поскольку таковы установки компании. Андроид пользуется всем, что предназначено для человека. Высокие технологии ещё не стали распространены — что отражено визуально: экипаж оснащён винтовками AR-15, дронами, костюмами «Горка». Технологии Инженеров имеют биомеханический стиль — как в работах Руди Гигера. Прогресс Создателей остановился и их жилища аскетичны. В городе заметны предметы архитектуры эклектического стиля. Храм имеет круглый купол (он появился в Риме в III веке н. э.), а также зиккураты (они появились Месопотамии, 2 тыс. до н. э.).
В финале Дэвид подносит палец к носу — это метафора на слоган из фильма «Чужой» 1979 года «В космосе никто не услышит твой крик».

## Новеллизация
В августе 2017 года в рамках рекламной кампании вышла новеллизация фильма, написанная Аланом Дином Фостером, который писал новеллизации предыдущих частей киносериала. Одновременно была выпущена книга Саймона Уорда «The Art and Making of Alien: Covenant», рассказывающая об истории создания сценического дизайна фильма. Подобно предыдущим новеллизациям серии, в тексте присутствуют сцены, отсутствующие в фильме, а также различается финал.
Затем была выпущена повесть-приквел (изначально ошибочно было объявлено, что повесть будет продолжением фильма) «Чужой. Завет: Начало», тоже написанная Фостером (для него это была первая оригинальная история в серии, не являющаяся адаптацией сценария) и рассказывающая о подготовке экспедиции «Завета». Сама повесть стала первой в серии книгой, в которой сами Чужие почти не появлялись (если не считать изданной только в Японии новеллизации «Прометея»).

## Прокат
Премьера фильма «Чужой: Завет» состоялась 4 мая 2017 года на Одеон Лестер-сквер в Лондоне. Фильм был выпущен 19 мая в США в форматах 2D и IMAX 2D. Первоначально его планировалось выпустить 6 октября 2017 года, затем перенести на 4 августа, а затем снова на его окончательную дату.
«Чужой: Завет» собрал 240 миллионов долларов при бюджете в 100 миллионов долларов, не считая затрат на маркетинг. В том числе: 74,3 миллиона долларов в США и Канаде и 166,6 миллиона долларов в других странах.
Студия «20 Век Фокс» первоначально выпустила фильм в нескольких странах перед показом в США. Он вышел на 34 рынках, где дебютировал с 40,1 миллионом долларов, заняв первое место из 19. Его общий рейтинг за выходные был вторым, после «Стражи Галактики 2». Самый популярный выпуск был в Южной Корее (7,2 миллиона долларов), Великобритании (6,4 миллиона долларов), Франции (4,5 миллиона долларов), Австралии (3,1 миллиона долларов) и Мексике (2,5 миллиона долларов). В Китае фильм вышел в прокат 16 июня и собрал 30 миллионов долларов, что является рекордными кассовыми сборами.
В Северной Америке фильм был выпущен вместе с «Весь этот мир» и «Дневник слабака 4: Долгое путешествие», а выручка от продажи в 3760 кинотеатрах за первые выходные составила около 40 миллионов долларов. Он заработал 4,3 миллиона долларов на предварительных просмотрах в четверг вечером в 3000 кинотеатрах, и 15,4 миллиона долларов в первый день, — что меньше на 21,5 миллиона долларов, чем в день премьеры «Прометей» пятью годами ранее. Он был продлён до 36,2 миллиона долларов, что на 34 % ниже, чем у дебюта «Прометей», но по-прежнему финишировал первым по кассовым сборам, став третьим по величине дебютом в франшизе. За второй уик-энд фильм собрал 10,5 млн долларов, заняв четвёртое место по кассовым сборам и упав на 70,9 %. В третий уик-энд фильм был снят из 1112 кинотеатров и упал ещё на 62,3 %, заняв шестое место в прокате с 4 миллионами долларов.

### Выход на видео
«Чужой: Завет» был выпущен на Blu-ray, DVD и 4K Ultra HD 15 августа 2017 года. Домашний релиз включает аудиокомментарий режиссёра и 22 минуты удалённых сцен и неиспользованные кадры из первой версии фильма.

## Критика
«Чужой: Завет» получил в целом положительные отзывы критиков. На сайте Rotten Tomatoes фильм набрал 66 % одобрительных отзывов на основе 334 рецензий со средним рейтингом 6,3/10. Критический консенсус веб-сайта гласит: «„Чужой: Завет“ представляет собой ещё один тур удовольствий на близких рубежах глубокого космоса, даже, если это не приводит сагу к каким-либо новым направлениям». Сайт Metacritic дал оценку картине в 65 баллов из 100, по результатам 52 рецензий, которые были «в основном благоприятные». На портале CinemaScore зрители дали фильму оценку «B» по шкале от «A+» до «F», — та же оценка, что и у «Прометей».
В статье «The Guardian», Питер Брэдшоу дал фильму положительную оценку, высоко оценив игру актёров и ссылаясь на предыдущие фильмы во франшизе, заявив, что «в этом фильме собраны лучшие ошеломляющие моменты из предыдущих частей саги. Парадокс в том, что вы должны распознать эти штрихи, хотя вы не будете впечатлены до тех пор, пока вам не посчастливится столкнуться с ними впервые. При этом фильм сделан очень умело, с сильной и мощной игрой Уотерстон и Фассбендера».
В статье «The Independent» Джеффри Макнаб нашёл фильм адекватным в презентации и производстве, хотя и не столь сильным в написании, и заявил, что он «определённо даёт то, что вы ожидаете от фильма об инопланетянах — зрелище, телесный ужас, сильные героини, похожие на Рипли, и некоторые удивительные спецэффекты — но есть также удручающее ощущение, что фильм вовсе не уверен в собственной идентичности. В очень знаменательном сценарии, написанном в соавторстве с Джоном Логаном (Кориолан, Скайфолл), есть отсылки к Шелли и Байрону, Вагнеру и Микеланджело и много философских рассуждений о человеческом происхождении, и идентичности. Тем временем члены экипажа, противостоящие чудовищным созданиям, пытаются взорвать их ужасное королевство, — как и в любом типовом научно-фантастическом фильме категории „Б“».
Энтони Скотт из «New York Times» сказал: «Чужой: Завет — интересный фильм… несмотря на все свои межпланетные перелёты, он, прежде всего, обязуется хитроумно управлять ожиданиями». Трейс Турман из «Bloody Disgusting» дал фильму посредственную рецензию, написав, что, хотя просмотр «Чужой: Завет» заставит зрителей больше ценить «Чужой: Прометей», «этот фильм снят в ответ критикам „Прометей“, но также пытается угодить поклонникам нового фильма, и в целом это не работает». Он критикует чрезмерное вступление, кульминацию, недостаточное развитие персонажей. Сайт «Collider» пишет, что Скотт «застрял между двумя конструкциями — сценах боевика и ужаса из „Чужой“, и тяжеловесных темах из „Прометей“ — и, потакая обоим, он никогда полностью не удовлетворяет ни тех, ни других. В результате получился беспорядочный фильм, который порой вызывает восхищение и приводит в бешенство».
Дэниел Деанджело на сайте «StudyBreaks» назвал «Чужой: Завет» «посредственным» и заметил, что некоторые более ранние фильмы с гораздо более низким бюджетом, такие как «Пандорум» и «Особь», лучше справляются с передачей некоторых основных сюжетных элементов и тем фильма и в то же время запечатляют угрожающую обстановку с неожиданными поворотами сюжета.
Мэтт Цоллер Зайтц на сайте «RogerEbert» высоко оценил «Чужой: Завет», присвоив ему четыре звезды из четырёх и заявил, что структура фильма, хотя и заимствована неоднократно из других фильмов об инопланетянах, служит цели, похожей на серию фильмов о Джеймсе Бонде или «Звёздные войны», «где часть удовольствия заключается в том, чтобы увидеть, какие вариации художники могут привнести, соответствуя строгой сюжетной структуре». Он также подчеркнул, что, как и в предыдущих фильмах франшизы, не следует применять логику реального мира, и «вместо этого вы должны судить о нём по стандартам лихорадочного сна или ночного кошмара по Фрейду-Юнгу. То, чего вы больше всего боитесь, — это и происходит с вами». Позже Зайтц проголосовал за фильм в киножурнале «Sight & Sound» как один из пяти лучших фильмов 2017 года.
Российская пресса в целом положительно оценила фильм, но некоторые издания ругали фильм за абсурдные сюжетные ходы, нелепые поступки персонажей и сюжет, который сам разрушает собственный канон, созданный в классической тетралогии про Чужих.

### Аналитика
В журнале «New York» Дэвид Эдельштейн назвал Дэвида-андроида представителем нового поколения злодеев-монстров в традициях Франкенштейна, заявив: «В „Звёздном пути“ эта связь между человеком и машиной была… обнадёживающей. Здесь же есть некоторые сомнения по поводу мотивов Дэвида, которые отсылают „Чужой: Завет“ к традициям фильмов „Терминатор“ и „Матрица“. И, конечно же, роман „Франкенштейн“ с подзаголовком „Современный Прометей“. Не менее важно, что Стивен Хокинг, который выжил с помощью машин, предсказал, что нам осталось жить сто лет, прежде чем эволюционирующие машины примут человеческое несовершенство как оправдание для уничтожения всего человечества».
Кевин Линкольн написал для журнала «Vulture» статью под названием «Чему другие злодеи из блокбастеров могут поучиться у Дэвида в „Чужой: Завет“», и решительно поддержал изображение Дэвида как главного злодея в фильме, заявив: «франшиза показывает, что в современном блокбастере все ещё может быть великий злодей. В „Чужой: Завет“ Дэвид проявляет себя как конкретный, динамичный и по-настоящему поразительный антагонист, тот, кто не только на равных подходит для героев, но даже становится центральной нитью серии. Он — огромная часть того, почему хочется смотреть „Чужой: Завет“».
Аллиса Уилкинсон в статье для «Vox» написала, что «„Чужой: Завет“ слишком запутан, чтобы воплотить в жизнь свои глубоко амбициозные аллегории Сатаны». Она подчеркнула мильтоновский демонический аспект андроида Дэвида: «Но Дэвид — лучший Сатана, чем сам Сатана… Как будто во Вселенной „Чужих“ Дьявол развился благодаря людям, создавшим его. Дэвид, фатально, обладает способностью творить — то, чего у Сатаны никогда не было — и он будет использовать эту силу только для разрушения. У него нет никакой реальной необходимости восстать против своего создателя, поскольку с того момента, как он стал разумным, он знал, что уже победил. Он несокрушим и полон решимости создавать существ, имитирующих его стремление к полному господству».

### Награды
В 2017 году на премии «Спутник» фильм был номинантом на премию «Лучшие визуальные эффекты» .
В 2018 году на 44-й церемонии вручения награды «Сатурн» фильм был номинирован на премию «Лучший научно-фантастический фильм», но проиграл фильму «Бегущий по лезвию 2049», другому фильму компании «Scott Free Productions» (исполнительным продюсером которого был Ридли Скотт).

## Продолжение
В сентябре 2015 года Ридли Скотт сказал, что планирует два продолжения «Прометей», что приведут к событиям первого фильма «Чужой», добавив: «Возможно, будет ещё четвёртый фильм, прежде чем мы вернёмся во франшизу „Чужой“» (что означает будет не два, а три продолжения «Прометей»). В ноябре 2015 года Скотт подтвердил, что «Чужой: Завет» будет первым из трёх дополнительных фильмов в серии приквелов к «Чужой» и заявил, что продолжения раскроют, кто создал ксеноморфов. Сценарий для третьего приквела «Чужой: Пробуждение» был написан во время производства «Чужой: Завет» и был завершён к 2017 году, а производство планируется начать в 2018 году. В марте 2017 года Скотт сказал: «если фанаты действительно хотят продолжения франшизы, я выпущу ещё шесть фильмов, я не собираюсь снова её забывать, ни в коем случае». В мае Скотт объявил, что планирует продолжение оригинального «Чужой», игнорирующее события «Чужих» Джеймса Кэмерона. В более позднем интервью он сказал, что будет участвовать в качестве продюсера, но студия «20 век Фокс» решила не продолжать проект.
Ридли Скотт подтвердил в интервью, что вернётся в следующем фильме к выжившим Инженерам, которые находились вдали от своей планеты, когда Дэвид уничтожил её коренное население. Майкл Рейес в июле 2017 года написал в Cinema Blend, что будет лучше, если Сигурни Уивер вновь повторит роль Эллен Рипли в приквелах и сказал: «мы движемся к концу первого „Чужой“ 1979 года, так что возможно будем использовать компьютерную графику. Очевидно, Рипли станет чьей-то дочерью. Мы движемся к финалу в обратном направлении. Здесь много временных ограничений в том, сколько времени проходит между фильмами, где мы оставляем Дэвида, который летит в колонию, и я думаю, что, вероятно, здесь два фильма даже не рассматриваются». В комментариях Скотт подтвердил, что продолжение «Чужой: Завет», предварительно именуемое «Чужой: Завет 2», уже написано Джоном Логаном, а Фассбендер, Уотерстон и Макбрайд повторяют свои роли. Скотт также подтвердил, что фильм завершит серию приквелов, ведущих непосредственно к событиям фильма «Чужой» 1979 года.
В сентябре 2017 года главный исполнительный директор «20 век Фокс» Стейси Снайдер заявила, что, хотя «Чужой: Завет» принёс финансовое разочарование, но студия все же намерена продолжить работу над продолжением Скотта. Буквально через несколько дней Карл Брага, дизайнер экранной графики, объявил, что реализация проекта отложена.
Майкл Нордин в октябре 2017 года подтвердил в «Indiewire», что «Чужой: Завет 2» будет больше об андроидах и искусственном интеллекте, а не о ксеноморфах. Скотт сказал: «Я думаю, что эволюция самого Чужого почти закончена, но я пытался превзойти это и перейти к другой истории, которая будет отдана искусственному интеллекту. Мир, в котором творит искусственный интеллект, как лидер, если бы он оказался на новой планете. На самом деле у нас есть довольно большой план для следующего фильма». В ноябре 2018 года журнал Empire объявил, что действие фильма будет происходить на LV-426 (мир, который посетил «Ностромо» в первом фильме), где показаны Инженеры, преследующие Дэвида после его гнусных действий на «Планете 4» (Рай).
Позже в сети появились слухи, что будет только один дополнительный фильм приквел («Чужой: Пробуждение»), прежде чем начнётся перезапуск Вселенной «Чужой» с новым составом.
В 2019 году на CinemaCon было заявлено, что после приобретения 21 век Фокс компанией Дисней создатели продолжат создавать новые истории во франшизе «Чужой». В мае 2019 года «Variety» сообщил, что ещё один приквел «находится в стадии написания сценария», а режиссёром будет Ридли Скотт. В сентябре 2020 года Скотт подтвердил, что новый фильм «Чужой» находится в разработке. В августе 2021 года в новостях появились сообщения, что в настоящий момент не известно будет ли продолжение.
В декабре 2022 году стало известно о начале работы над новой частью франшизы, фильмом «Чужой: Ромул».

## Приквелы
Существует несколько короткометражных фильмов, относящихся ко времени непосредственно перед началом фильма:
- Alien: Covenant — Prologue: Phobos
- Alien: Covenant — Prologue: Last supper
- Alien: Covenant — Prologue: Advent
- Чужой: Завет — Пролог: Связующее звено